# Мала Чернігівка
Мала́ Черні́гівка — село в Україні, в Коростенському районі Житомирської області. Входить до складу Овруцької міської громади. Населення становить 275 осіб.

## Історія
У 1906 році Чернігівка Мала, село Гладковицької волості Овруцького повіту Волинської губернії. Відстань від повітового міста 12 верст, від волості 12. Дворів 50, мешканців 351.